# Chrysosoma floccosum
Chrysosoma floccosum är en tvåvingeart som beskrevs av Becker 1922. Chrysosoma floccosum ingår i släktet Chrysosoma och familjen styltflugor.
Artens utbredningsområde är Taiwan. Inga underarter finns listade i Catalogue of Life.